# Elisabete Weiderpass
Elisabete Weiderpass (nascida em 1966) é uma pesquisadora brasileira de câncer que atua como diretora da Agência Internacional de Pesquisa sobre o Câncer desde 1 de janeiro de 2019. Ela é especialista em epidemiologia e prevenção do câncer. Weiderpass possui também as nacionalidades sueca e finlandesa.

## Infância e educação
Weiderpass é originaria de Santo André, São Paulo  . Em entrevista ao The Lancet, ela conta que cresceu em uma família da classe trabalhadora e que era improvável que ela conseguiria fazer estudos superiores. Mas para seus pais estudar era muito importante e a incentivaram a estudar. Ela foi aprovada para estudar medicina na Universidade Federal de Pelotas, no Rio Grande do Sul. Durante sua graduação, Weiderpass se interessou cada vez mais por epidemiologia e saúde pública. Weiderpass mudou-se para a Suécia para fazer doutorado no Karolinska Institutet, onde ela estudou a etiologia do câncer endometrial  Sua tese é intitulada "Alguns fatores hormonais na etiologia do câncer do endométrio (" Some hormonal factors in the etiology of endometrial cancer") (1999) .

## Carreira
No início dos anos 2000, Weiderpass trabalhou na África subsaariana como pesquisadora da Agência Internacional de Pesquisa sobre o Câncer  . Foi a experiência de campo que a sensibilizaram para lutar pela redução das desigualdades no diagnóstico e tratamento do câncer. Ela desenvolveu e ministrou programas de treinamento para médicos e pesquisadores africanos para dar suporte aos futuros líderes do continente.  Entre seus alunos está [[]] [Jackson Orem] , que se tornou diretor do [[]] [Uganda Cancer Institute] , dentro outros pesquisadores que fortaleceram a lutar contra o câncer em seus países. 
Em 2005, ela retornou ao Karolinska Institutet na Suécia como Professora Associada de Epidemiologia do Câncer, iniciando uma série de estudos sobre a saúde feminina. 
Em 2007, Weiderpass foi nomeada chefe do grupo de epidemiologia genética no centro de pesquisa Folkhälsan em Helsinque, onde passou mais de dez anos. Ao mesmo tempo, ela supervisionou o Registro de Câncer da Noruega, localizado no Institute for Population-Based Cancer Research em Oslo, bem como na Universidade de Tromsø e na [[]] [Yale School of Medicine] .
Na ultima década, ela colaborou com uma ampla agenda de pesquisas, inclusive à nível nacional e europeu. Os temas principais pesquisados por Weiderpass inclui fatores de risco sobre estilo de vida, como tabagismo, álcool, dieta e obesidade, o que descobriu-se aumentar a probabilidade de uma pessoa desenvolver câncer  .
Weiderpass foi eleita Diretora da Agência Internacional de Pesquisa sobre o Câncer, sediada em Lyon na França, em 1 de janeiro de 2019   , para um mandato de 5 anos. Weiderpass é a primeira mulher a ocupar esta posição   e substituiu Christopher P. Wild que estava no cargo havia 10 anos. 
Em Maio de 2023, o Conselho da agência, composto de representantes de 27 países, reconduziu Weiderpass para um segundo mandato por mais 5 anos.
Durante o primeiro mandato na Agência Internacional de Pesquisa sobre o Câncer, Weiderpass dirigiu e implementou a estratégia para 2021-2025, com foco nos fatores de risco para o câncer, pesquisa de implementação, impactos econômicos e societários da doença, assim como restruturou internamente grupos de pesquisa.
Como diretora da Agência Internacional de Pesquisa sobre o Câncer, Weiderpass supervisionou a conclusão do novo edifício da sede da agência e a mudança da Agência para o Biodistrito de Lyon. Durante o seu primeiro mandato, a agência deu as boas-vindas à Hungria e à China como novos Estados Participantes. 

## Prêmios e distinções
- Membro da Academia Europeia de Ciências do Câncer em 2017 [9]
- Prêmio Gansu Foreign Experts Administration Dunhuang de 2017 para Especialista Estrangeiro de Destaque [9]

## Publicações (seleção)
- Roger VL; Go AS; Lloyd-Jones DM;  et al. (3 de janeiro de 2012), «Heart disease and stroke statistics--2012 update: a report from the American Heart Association», Circulation, ISSN 0009-7322 (em inglês), 125 (1): e2-e220, PMC 4440543, PMID 22179539, doi:10.1161/CIR.0B013E31823AC046, Wikidata Q29547909
- Marie Ng; Tom Fleming; Margaret Robinson;  et al. (30 de agosto de 2014), «Global, regional, and national prevalence of overweight and obesity in children and adults during 1980-2013: a systematic analysis for the Global Burden of Disease Study 2013», The Lancet, ISSN 0140-6736 (em inglês), 384 (9945): 766-781, PMC 4624264, PMID 24880830, doi:10.1016/S0140-6736(14)60460-8, Wikidata Q29616834
- Mohammad H Forouzanfar; Ashkan Afshin; Lily T Alexander;  et al. (1 de outubro de 2016), «Global, regional, and national comparative risk assessment of 79 behavioural, environmental and occupational, and metabolic risks or clusters of risks, 1990-2015: a systematic analysis for the Global Burden of Disease Study 2015.», The Lancet, ISSN 0140-6736 (em inglês), 388 (10053): 1659-1724, PMC 5388856, PMID 27733284, doi:10.1016/S0140-6736(16)31679-8, Wikidata Q30353195

## Vida privada
Weiderpass é brasileira e naturalizada sueca e finlandesa.  Ela é casada com Harri Uolevi Vainio, decano e professor emérito da Escola de Saúde Publica da Universidade Nacional do Kuwait.

## Liens externes
- «Publicações de Elisabete Weiderpass, indexadas pelo banco de dados bibliográfico Scopus, um serviço da Elsevier» 🔗. (pede subscrição (ajuda))
- Elisabete Weiderpass à PubMed

- | Controle de autoridade | - : Q28606966 - WorldCat - VIAF: 1766149296146980670007 - BIBSYS: 7071400 - ISNI: ID - ORCID: ID - ResearchGate: Elisabete_Weiderpass3 - ResearcherID: M-4029-2016 |